# Blastobasis maroccanella
Blastobasis maroccanella is een vlinder uit de familie spaandermotten (Blastobasidae). De wetenschappelijke naam is voor het eerst geldig gepubliceerd in 1952 door Amsel. 
het is een bruine vlinder met lichtbruine streepjes / vlekken op hun vleugels.
De soort komt voor in Europa.